# Ian (película de 2018)
Ian es un cortometraje argentino de 2018 realizado por Mundoloco CGI, escrita por Gastón Gorali y dirigida por Abel Goldfarb. A su vez la cinta está producida por Juan José Campanella.
El nombre del corto refiere a un niño con el mismo nombre que padece de parálisis y no puede jugar como los demás niños. La madre del niño, Sheila Graschinsky, motivada por la situación de su hijó creó la Fundación Ian,  organización que formó parte e inspiró el proyecto para fomentar y concientizar sobre el cuidado de las personas con problemas neurológicos y motrices.

## Producción
El film es una propuesta de alta calidad estética, realizada con una combinación de animación 3D y Stop-Motion. Cuenta con maquetas reales hechas con material reciclable y tecnología digital de última generación. No utiliza diálogos para expresar los sentimientos de los niños, lo que lo hace aún más inclusivo para que todas las personas sin importar el idioma, raza, color o bandera sean capaces de entender el mensaje de amor que se quiere dar. 

### MundoLoco Animated Studios
Uno de los mejores estudios de animación de América Latina. Creadores del hit "Metegol", la más grande producción largometraje animada de América Latina al día de hoy, creadores del TV Show "Mini Beat Power Rockers" entre otros. Ganadores del premio Goya, Platino, New York International Children Film Festival, L.A Shorts International, The Accolade Global Film Competition, y una nominación a los Emmy Awards 2019. Los socios fundadores son Gastón Gorali junto con el director de cine Juan José Campanella.

### Fundación Ian
Tiene como objetivo mejorar la calidad de vida de las personas con enfermedades neurológicas y motrices. Esta labor la realiza trayendo al país métodos innovadores de tratamiento, capacitando a la comunidad terapéutica y buscando la cobertura correspondiente.  
Por otro lado, impacta directamente en la sociedad para que pueda contar con herramientas que permitan incluir. Busca que todo niño en edad escolar tome contacto con la discapacidad y pueda ser parte activa en la construcción de un mundo más inclusivo. 
Su intenso recorrido permitió que las actividades que impulsa la Fundación sean declaradas de “Interés Social de la Ciudad Autónoma de Buenos Aires” y que la DAIA le otorgue el premio al desarrollo científico y tecnológico 2018. A su vez, fue reconocida por Nickelodeon Latinoamérica con el Premio Pro Social en los Kids Choice Awards Argentina 2018. El camino es conquistar las emociones lo cual nos permite pensar y evaluar alternativas para poner las manos en acción. Todos podemos ayudar a construir un mundo más inclusivo. Buscamos acercar a los chicos a la diferencia para tender puentes. El corto es un flechazo a las emociones” comenta Sheila Graschinsky.

## Estreno
La avant premiere del corto se llevó a cabo ante 600 personas en el CCK, en un evento conducido por Julián Weich. Previo a la proyección del corto, la vicepresidenta de la Nación, Gabriela Michetti, comentó al auditorio: “Queremos promover la conversación para que se hable de la discapacidad de manera constructiva, invitando a los distintos actores de la sociedad a impulsar la inclusión concreta”. 
A su vez todos los canales infantiles se sumaron a la iniciativa para emitir el viernes 30 de noviembre a las 19 hs en simultáneo el film que también se replicará en el mismo horario en los demás países de Latinoamérica. Participaron Cartoon Network, Discovery Kids, Disney Channels Latin America con sus señales Disney Channel, Disney Junior y Disney XD, Nickelodeon, YouTube Kids y Paka-Paka. Esta colaboración sin precedentes en la industria televisiva busca llevar un mensaje de inclusión y en contra de la discriminación y el bullying.

## Premios y nominaciones
El cortometraje declarado de Interés por la Cámara de Diputados de la Nación, comenzó su recorrido internacional en el prestigioso festival de Cannes y recibió numerosas distinciones internacionales entre las que se destacan: Los Angeles Short Films Festival, The Accolade Competition, Chelsea Film Festival, Delhi Shorts International Film Festival de India, International Independent Film Awards y Chicago International Reel shorts film festival. Además se encuentra competencia para ser nominado para los Premios de la Academia 2019.

#### Participación en festivales de cine
| Festival                                        | Año  | Categoría                  | Premio    |       |  |
| ----------------------------------------------- | ---- | -------------------------- | --------- | ----- |  |
| Cannes Short Film Corner                        | 2018 | Mejor cortometraje         | Nominado  |       |  |
| Festival Internacional de Cortometrajes de L.A. | 2018 | Mejor cortometraje animado | Ganador   | [ 1 ] |  |
| The Global Accolade Competition                 | 2018 | Mejor cortometraje animado | Ganador   | [ 1 ] |  |
| Chelsea Film Festival                           | 2018 | Mención Especial           | Ganador   |       |  |
| Delhi Shorts International Film Festival        | 2018 | Mejor cortometraje animado | Ganador   |       |  |
| Chicago International Reel Shorts               | 2018 | Mejor cortometraje         | Ganador   |       |  |
| Academy Awards                                  | 2019 | Mejor cortometraje animado | Qualifier |       |  |
| International Independent Film Festival         | 2018 | Mejor cortometraje animado | Ganador   |       |  |
| Warsaw Film Festival                            | 2018 | Mejor cortometraje animado | Nominado  |       |  |
| Hollyshorts Film Festival                       | 2018 | Mejor cortometraje animado | Nominado  |       |  |
| Studio City International Film Festival         | 2018 | Mejor cortometraje animado | Nominado  |       |  |
| Pixelatl                                        | 2018 | Mejor cortometraje animado | Nominado  |       |  |
| St. Louis International Film Festival           | 2018 | Mejor cortometraje animado | Nominado  |       |  |
| Naples International Film Festival              | 2018 | Mejor cortometraje animado | Nominado  |       |  |
| Silver State Film Festival                      | 2018 | Mejor cortometraje animado | Nominado  |       |  |
| Edmonton International Film Festival            | 2018 | Mejor cortometraje animado | Nominado  |       |  |
| Hamptons International Film Festival            | 2018 | Mejor cortometraje animado | Nominado  |       |  |
| Animamundi                                      | 2018 | Mejor cortometraje animado | Nominado  |       |  |
| Austin Film Festival                            | 2018 | Mejor cortometraje animado | Nominado  |       |  |
| Toronto International Film Festival             | 2018 | Mejor cortometraje animado | Nominado  |       |  |